# Гайдукевич, Олег Сергеевич
Оле́г Серге́евич Гайдуке́вич (бел. Алег Сяргеевіч Гайдукевіч; род. 26 марта 1977, Минск) — белорусский политический и общественный деятель, председатель Либерально-демократической партии и председатель её Высшего совета. Кандидат в Президенты Республики Беларусь на выборах 2025 года.
Депутат Палаты Представителей Национального собрания Республики Беларусь седьмого (2019—2024) и восьмого (с 2024) созывов, заместитель председателя комиссии Палаты представителей по международным делам.
Находится под персональными  санкциями всех стран ЕС, Великобритании, США, Канады, Швейцарии и других государств.

## Биография
Родился 26 марта 1977 года в Минске.
В 1998 году окончил Академию Министерства внутренних дел Республики Беларусь по специальности «Правоведение», имеет квалификацию юриста. В 2018 году прошёл переподготовку в Институте государственной службы Академии управления при Президенте Республики Беларусь по специальности «Международные отношения».
Трудовую деятельность начал в 1998 году во Фрунзенском РУВД города Минска в должности сотрудника отдела по борьбе с экономическими преступлениями. Работал оперуполномоченным, старшим оперуполномоченным ОБЭП Фрунзенского РУВД, старшим оперуполномоченным отдела тяжких преступлений УБЭП ГУВД Мингорисполкома, заместителем начальника ОБЭП Партизанского РУВД и начальником ОБЭП Фрунзенского РУВД.
С 1999 по 2012 годы работал в правоохранительных органах Республики Беларусь. В 2007 году получил должность начальника РОВД Партизанского района столицы. Спустя два года он возглавил РУВД крупнейшего района столицы — Фрунзенского, где руководил штатом из 800 сотрудников. Дослужившись до звания подполковника, уволился из милиции, чтобы заняться политической и общественной деятельностью.
С 2012 года по 2014 год являлся заместителем Председателя Либерально-демократической партии Беларуси. В апреле 2013 года был избран ХIV съездом партии членом Высшего Совета Либерально-демократической партии Беларуси. С 2014 по 2019 годы был первым заместителем Председателя Либерально-демократической партии Беларуси, которую возглавлял его отец Сергей Гайдукевич.
В 2016 году баллотировался в депутаты Палаты представителей Национального собрания по Свислочскому избирательному округу № 94 города Минска. По результатам выборов получил 7597 голосов избирателей (19,0 %) и занял второе место, уступив дипломату Валерию Воронецкому.
21 сентября 2019 года на прошедшем XX съезде Либерально-демократической партии Олег Гайдукевич избран был председателем партии, заменив на этой должности своего отца — Сергея Гайдукевича.
17 ноября 2019 года снова баллотировался в депутаты Палаты представителей уже по Калиновскому округу Минска № 108. По окончательным результатам выборов Олег Гайдукевич набрал 19539 голосов (48,16 %) избирателей округа и был избран депутатом 7-го созыва Палаты представителей. Из 98 кандидатов, выдвинутых Либерально-демократической партией, стал единственным кандидатом, который был избран.

### Во время событий 2020—2021 гг.
Принимал участие в кампании по выборам Президента Республики Беларусь 2020 года. Его инициативная группа вошла в число 15 зарегистрированных, в неё вошли 4034 человека.
Вскоре после регистрации группы 26 мая заявил, что отказывается от участия в выборах в пользу Лукашенко, потому что «нельзя допустить развала страны». 14 июля стал доверенным лицом кандидата Лукашенко.
В начале сентября избиратели Калиновского избирательного округа № 108 собрали 700 подписей (из 19539 выразивших доверие к депутату Гайдукевичу) под письмом об утрате доверия к депутату Гайдукевичу, что не привело к его отзыву.
В феврале 2021 года инициировал принятие закона о так называемых иностранных агентах, который критики рассматривают как потенциальное средство давления на западных правозащитников и диссидентов со стороны президента Лукашенко.
Неоднократно выступал в СМИ в защиту президента Лукашенко и с критикой оппозиции. Осудил «массовые протесты» в Республике Беларусь, назвав их «попыткой проплаченной ЕС и США оппозиции совершить государственный переворот».
Критиковал введение международных санкций против Республики Беларусь и призвал к уголовной ответственности за призывы к санкциям.
В мае 2021 года в телевизионном эфире призвал к аресту эмигрировавших представителей белорусской оппозиции, а после посадки самолёта с Романом Протасевичем заявил, что «экстремистов можно задержать и на территории других государств и привозить сюда в багажнике, например, и сразу в СИЗО».

## Санкции
21 июня 2021 года был включён в «Чёрный список ЕС». Согласно решению ЕС, Гайдукевич «делал публичные заявления, приветствуя перенаправление пассажирского рейса 4978 Ryanair в Минск 23 мая 2021 года. Это политически мотивированное решение было принято без надлежащего обоснования и было направлено на арест и задержание оппозиционных журналистов Романа Протасевича и Софьи Сапеги и является формой репрессий против гражданского общества и демократической оппозиции в Беларуси». Кроме того, Гайдукевича в свои санкционные списки включили Великобритания, Канада, Швейцария. 6 июля 2021 года к июньскому пакету санкций ЕС присоединились Албания, Исландия, Лихтенштейн, Норвегия, Северная Македония, Черногория.
9 августа 2021 года Олег Гайдукевич внесён в список специально обозначенных граждан и заблокированных лиц США. В марте 2022 года включён в санкционный список Японии.
Указом президента Украины Владимира Зеленского от 19 октября 2022 находится под санкциями Украины.
В мае 2023 года Европейский суд отклонил иск Гайдукевича об отмене санкций против него.

## Личная жизнь
Разведён, есть две дочери – Елизавета и Анна.
Бывшая жена — Гайдукевич Мария Валентиновна, дочь Валентина Михайловича Шухно, бывшего председателя Государственного комитета по ценным бумагам Республики Беларусь. В 2022 году Гайдукевич объявил, что развёлся с женой.
В сентябре 2023 года в Telegram-канале Гайдукевича ненадолго появилось изображение эрегированного пениса. «Наша Ніва» обратила внимание на сходство руки на этой фотографии с рукой Гайдукевича; сам он заявил, что канал был взломан, и отрицал, что половой член на фотографии принадлежит ему.

## Награды
- Медаль «За безупречную службу» III степени.
- Медаль «За трудовые заслуги» (31 марта 2022 года)[38].